# Episodi di Room 104 (prima stagione)
La prima stagione della serie televisiva Room 104, composta da 12 episodi, è stata trasmessa in prima visione assoluta negli Stati Uniti d'America sul canale HBO dal 28 luglio al 13 ottobre 2017.
In Italia, la stagione è stata pubblicata sulla piattaforma on demand Sky Box Sets il 7 giugno 2018.
| n° | Titolo originale        | Titolo italiano          | Prima TV USA      | Pubblicazione Italia |
| -- | ----------------------- | ------------------------ | ----------------- | -------------------- |
| 1  | Ralphie                 | Ralphie                  | 28 luglio 2017    | 7 giugno 2018        |
| 2  | Pizza Boy               | Pizza boy                | 4 agosto 2017     | 7 giugno 2018        |
| 3  | The Knockandoo          | The knockandoo           | 11 agosto 2017    | 7 giugno 2018        |
| 4  | I Knew You Weren't Dead | Sapevo che non eri morto | 18 agosto 2017    | 7 giugno 2018        |
| 5  | The Internet            | Internet                 | 25 agosto 2017    | 7 giugno 2018        |
| 6  | Voyeurs                 | Voyeurs                  | 1º settembre 2017 | 7 giugno 2018        |
| 7  | The Missionaries        | I missionari             | 8 settembre 2017  | 7 giugno 2018        |
| 8  | Phoenix                 | La fenice                | 15 settembre 2017 | 7 giugno 2018        |
| 9  | Boris                   | Boris                    | 22 settembre 2017 | 7 giugno 2018        |
| 10 | Red Tent                | La tenda rossa           | 29 settembre 2017 | 7 giugno 2018        |
| 11 | The Fight               | Il match                 | 6 ottobre 2017    | 7 giugno 2018        |
| 12 | My Love                 | Amore mio                | 13 ottobre 2017   | 7 giugno 2018        |

## Ralphie
- Titolo originale: Ralphie
- Diretto da: Sarah Adina Smith
- Scritto da: Mark Duplass

### Trama
Meg è una giovane ragazza che viene chiamata nella stanza 104 del motel per fare da baby sitter a Ralph, mentre il padre di Ralph è fuori. Rimasta sola, impiega un po' di tempo a convincere Ralph ad uscire dal bagno, perché a detta di quest'ultimo, in bagno c'è anche Ralphie, che è molto cattivo. Meg all'inizio crede che sia uno scherzo, che non gradisce affatto specie quando Ralphie esce dal bagno e le urla "ti uccido", correndo e mettendo a soqquadro la stanza. Quando è ora di dormire Ralph racconta a Meg che sua madre è morta, uccisa proprio da Ralphie. La situazione degenera, Ralph torna in bagno per calmare Ralphie, ma escono entrambi, e quest'ultimo si accanisce contro Ralph, soffocandolo con un cuscino. Allora Meg interviene, sta per essere soffocata da Ralphie ma riesce a ribaltare la situazione e a soffocarlo. L'episodio termina con il rientro nella stanza del padre di Ralph, che trova la baby sitter intenta a strozzare il figlio, e nessuna traccia di Ralphie, a parte la porta del bagno che sbatte ancora una volta.
- Cast: Melonie Diaz (Meg); Ross Partridge (Bradley); Ethan Kent (Ralph); Gavin Kent (Ralphie)

## Pizza boy
- Titolo originale: Pizza Boy
- Diretto da: Patrick Brice
- Scritto da: Mark Duplass

### Trama
Un fattorino della pizza fa una consegna nella stanza 104 del motel, dove incontra una coppia sposata alquanto bizzarra. Il marito non riesce a trovare il portafoglio per pagare la pizza, mentre la moglie non si fa problemi a mostrarsi, da dietro la porta del bagno, nuda. Quando il marito esce per andare a prelevare, la moglie tenta di sedurre il fattorino; proprio mentre questo sta per cedere, il marito rientra e la moglie infuriata esce dalla stanza. Poco dopo, il marito riceve un sms da sua moglie ed inizia a chiedere al fattorino cosa sia successo mentre lui era fuori per prelevare. Il fattorino continua ad affermare che non è successo nulla, ma finisce per essere legato e picchiato dal marito. Rientrata la moglie, i due lo tormentano con continue domande e illazioni, mentre lui, legato e disperato, non sa come difendersi. L'episodio termina con il finto fattorino che, si scopre, ha assunto la finta coppia per inscenare il tutto, per dei loro "clienti" che amano questo genere di situazioni. Lui esce dalla stanza, poco dopo si sente bussare, e tutto ricomincia da capo.
- Cast: Clark Duke (Jarod); James Van Der Beek (Scott); Davie Blue (Jennifer)

## The knockandoo
- Titolo originale: The Knockandoo
- Diretto da: Sarah Adina Smith
- Scritto da: Carson Mell

### Trama
Una donna spiritualmente bisognosa è assistita da un sacerdote di culto per poter trascendere, ma c'è un blocco che non le permette di andare avanti.
- Cast: Sameerah Luqmann-Harris (Deborah); Orlando Jones (Samuel); Tony Todd (Sacerdote); Jenny Leonhardt (Larry)

## Sapevo che non eri morto
- Titolo originale: I Knew You Weren't Dead
- Diretto da: So Yong Kim
- Scritto da: Mark Duplass

### Trama
Un ospite quarantenne, la cui moglie vuole separarsi da lui, chiede consiglio al fantasma del suo migliore amico del college che è accidentalmente annegato vent'anni prima.
- Cast: Jay Duplass (Daniel); Will Tranfo (Patrick); Frank Ashmore (Patrick anziano)

## Internet
- Titolo originale: The Internet
- Diretto da: Doug Emmett
- Scritto da: Mark Duplass

### Trama
Nel 1997 Anish, un sedicente scrittore, viene chiamato da un'importante casa editrice per discutere ed approvare il suo libro Adagio contro la corrente, non ancora terminato. Preso dall'euforia Anish cerca il computer per poter concludere il suo romanzo, ma non riesce a trovarlo. Ricordatosi di averlo dimenticato nella vecchia casa di famiglia, chiama la madre chiedendole di inviargli il testo per email. Anche dopo i copiosi aiuti del figlio si dimostrerà tanto goffa nell'uso del computer da cancellare tutto il suo dispendioso lavoro. Anish, dapprima disperato, si ispira alla rivelazione shock della madre (testimoniatagli dopo il disastro del computer) per scrivere da zero un altro libro.
- Cast: Karan Soni (Anish); Poorna Jagannathan (Divya)

## Voyeurs
- Titolo originale: Voyeurs
- Diretto da: Dayna Hanson
- Scritto da: Dayna Hanson

### Trama
Un episodio raccontato attraverso la danza interpretativa, con pochissimo dialogo. Una cameriera di mezza età e un'ex squillo si ricongiunge con il suo sé più giovane.
- Cast: Dendrie Taylor (La donna); Sarah Hay (La ragazza)

## I missionari
- Titolo originale: The Missionaries
- Diretto da: Megan Griffiths
- Scritto da: Mark Duplass

### Trama
Due ragazzi mormoni dopo l'ennesimo fallimentare tentativo di convertire gli altri al loro credo, riflettono circa la loro fede: cominciano a metterne in dubbio la veridicità e pian piano a rifiutarne i dogmi, scoprendo se stessi per la prima volta.
- Cast: Adam Foster (Noah); Nat Wolff (Joseph)

## La fenice
- Titolo originale: Phoenix
- Diretto da: Ross Partridge
- Scritto da: Xan Aranda e Ross Partridge

### Trama
Nel 1969, l'unica (apparente) sopravvissuta a un incidente aereo si ritrova nella stanza, coperta di fango, tagli e lividi. Inizia a riflettere se tornare alla sua vecchia vita con suo marito e i loro figli o dare inizio ad una nuova vita.
- Cast: Amy Landecker (Joan); Mae Whitman (Liza)

## Boris
- Titolo originale: Boris
- Diretto da: Chad Hartigan
- Scritto da: Ross Partridge

### Trama
Un tennista croato, alcolizzato e in pensione a causa di un infortunio, forma un legame con una cameriera quando rivela i ricordi del suo passato tormentato, cresciuto nella Croazia lacerata dalla guerra all'inizio degli anni Novanta, mentre lei a sua volta rivela il suo status di immigrata senza documenti.
- Cast: Konstantin Lavysh (Boris); Veronica Falcón (Rosa)

## La tenda rossa
- Titolo originale: Red Tent
- Diretto da: Anna Boden e Ryan Fleck
- Scritto da: Anna Boden e Ryan Fleck

### Trama
Un giovane progetta di far esplodere un ordigno durante un congresso politico ma viene interrotto da un riparatore di condizionatori d'aria, inducendolo a riconsiderare il suo piano.
- Cast: Keir Gilchrist (Alex); Hugo Armstrong (Steve); Brian Hostenske (Josh)

## Il match
- Titolo originale: The Fight
- Diretto da: Megan Griffiths
- Scritto da: Mark Duplass

### Trama
Due lottatrici di MMA litigano per chi deve guadagnare di più dal loro prossimo incontro. Si impegnano in una competizione privata per determinare chi vincerà l'incontro e la maggior parte della scommessa piazzata.
- Cast: Natalie Morgan (Greta); Keta Meggett (Rayna)

## Amore mio
- Titolo originale: My Love
- Diretto da: Marta Cunningham
- Scritto da: Mark Duplass

### Trama
Una coppia di anziani rivive la loro prima notte insieme, sapendo che all'indomani andranno a incontrare tutti i loro nipoti. Dopo aver ordinato il pranzo l'anziana muore, il marito non sa cosa fare e alla fine si corica nello stesso letto tenendole la mano.
- Cast: Philip Baker Hall (Charlie); Ellen Geer (Lorraine)